# Women Artists: 1550-1950
Women Artists: 1550-1950 fue la primera exposición de mujeres artistas que se celebró a nivel internacional. Se inauguró el 21 de diciembre de 1976 en un momento en que el abordaje del arte desde la perspectiva feminista estaba ganando apoyo e impulso. La muestra fue comisariada por las profesoras Ann Sutherland Harris y Linda Nochlin e incluyó a ochenta y tres artistas de doce países.  
La exposición se celebró en primer lugar en el Museo de Arte del Condado de Los Ángeles, entre diciembre de 1976 y marzo de 1977. Posteriormente, se trasladó al Museo de Arte de la Universidad de Austin, Texas, después al Museo de Arte Carnegie en Pittsburgh, Pensilvania y, finalmente, completó su recorrido en el Museo de Brooklyn de Nueva York. La Fundación Alcoa y el National Endowment for the Arts aportaron fondos para la exposición.
Esta muestra se convirtió en un hito fundamental para la historia del arte, presentando las importantes contribuciones de las mujeres artistas a un público acostumbrado a un relato histórico dominado por los hombres. Además, fue el punto de partida para investigar y visibilizar la vida y obra de numerosas artistas hasta entonces desconocidas. Libros como Mujer, arte y sociedad de Whitney Chadwick y otros manuales posteriores sobre mujeres artistas tuvieron en el catálogo de la exposición su referencia fundamental.

## Listado de artistas
La lista de las artistas cuya obra se expuso en Women Artists: 1550-1950.
| - Lucia Anguissola - Sofonisba Anguissola - Pauline Auzou - María Bashkirtseff - Cecilia Beaux - Vanessa Bell - Marie-Guillemine Benoist - Isabel Bishop - Rosa Bonheur - Marie-Geneviève Bouliard - Romaine Brooks - Lady Elizabeth Butler - Margherita Caffi - Marie Gabrielle Capet - Rosalba Carriera - Mary Cassatt - Constance Marie Charpentier - Franciska Clausen - Sonia Delaunay - Françoise Duparc - Alexandra Exter | - Lucrina Fetti - Leonor Fini - Lavinia Fontana - Fede Galizia - Giovanna Garzoni - Artemisia Gentileschi - Marguerite Gérard - Marie-Éléonore Godefroid - Natalia Goncharova - Eva Gonzalès - Adrienne Marie Louise Grandpierre-Deverzy - Hortense Haudebourt-Lescot - Edith Hayllar - Margaretha de Heer - Catharina van Hemessen - Hannah Höch - Gwen John - Frida Kahlo - Angelica Kauffmann - Käthe Kollwitz | - Lee Krasner - Adélaïde Labille-Guiard - Giulia Lama - Marie Laurencin - Jeanne-Philiberte Ledoux - Marie-Victoire Lemoine - Judith Leyster - Anna Dorothea Lisiewska-Therbusch - Marianne Loir - Loren MacIver - Alice Trumbull Mason - Maria Sibylla Merian - Paula Modersohn-Becker - Louise Moillon - Berthe Morisot - Marlow Moss - Gabriele Münter - Alice Neel - Georgia O'Keeffe - Maria van Oosterwijck - Emily Mary Osborn | - Sarah Miriam Peale - Clara Peeters - Lilia Cabot Perry - Liubov Popova - Susan Penelope Rosse - Olga Rozanova - Rachel Ruysch - Kay Sage - Elizabeth Siddal - Elisabetta Sirani - Lilly Martin Spencer - Florine Stettheimer - Sophie Taeuber-Arp - Agnes Tait - Dorothea Tanning - Levina Teerlinc - Nadezhda Udaltsova - Suzanne Valadon - Anne Vallayer-Coster - Élisabeth Vigée-Lebrun - Marie-Denise Villers |

## Galería de fotos

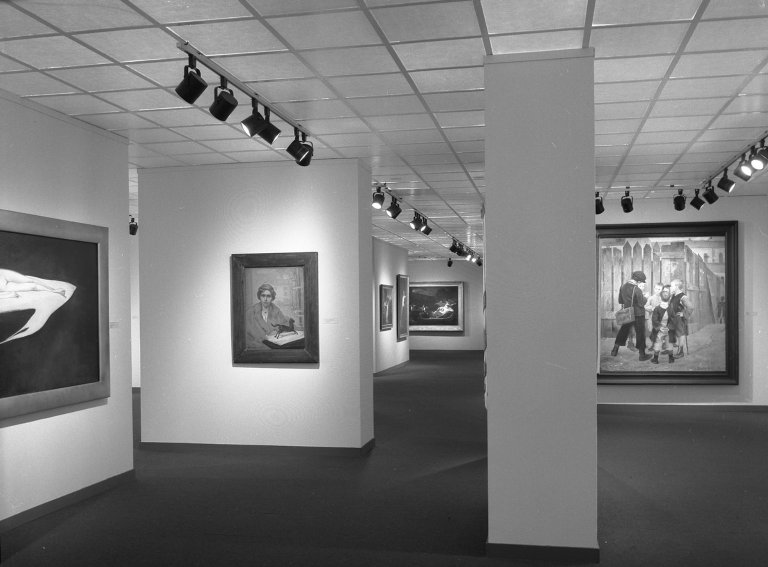
Museo Brooklyn
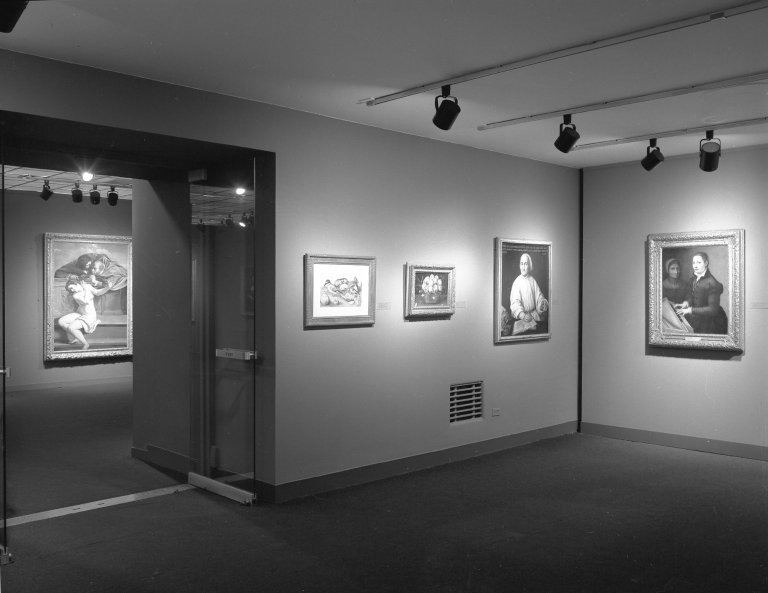
Museo Brooklyn
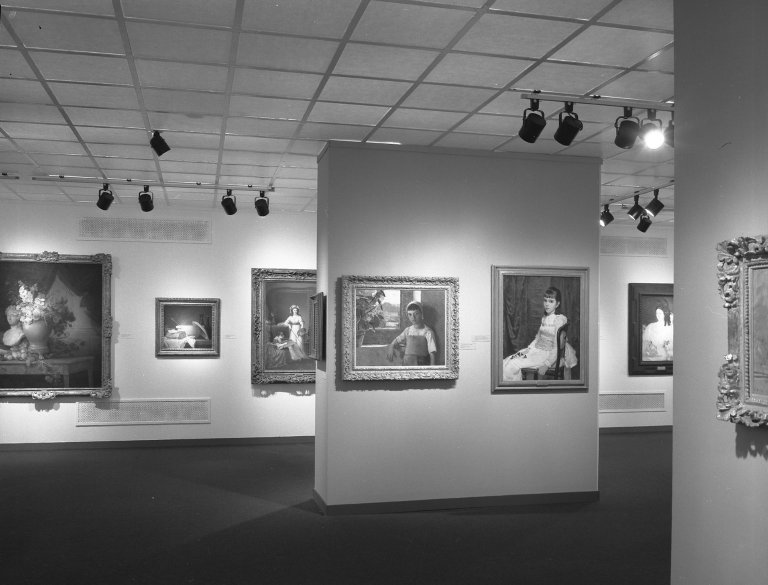
Museo Brooklyn
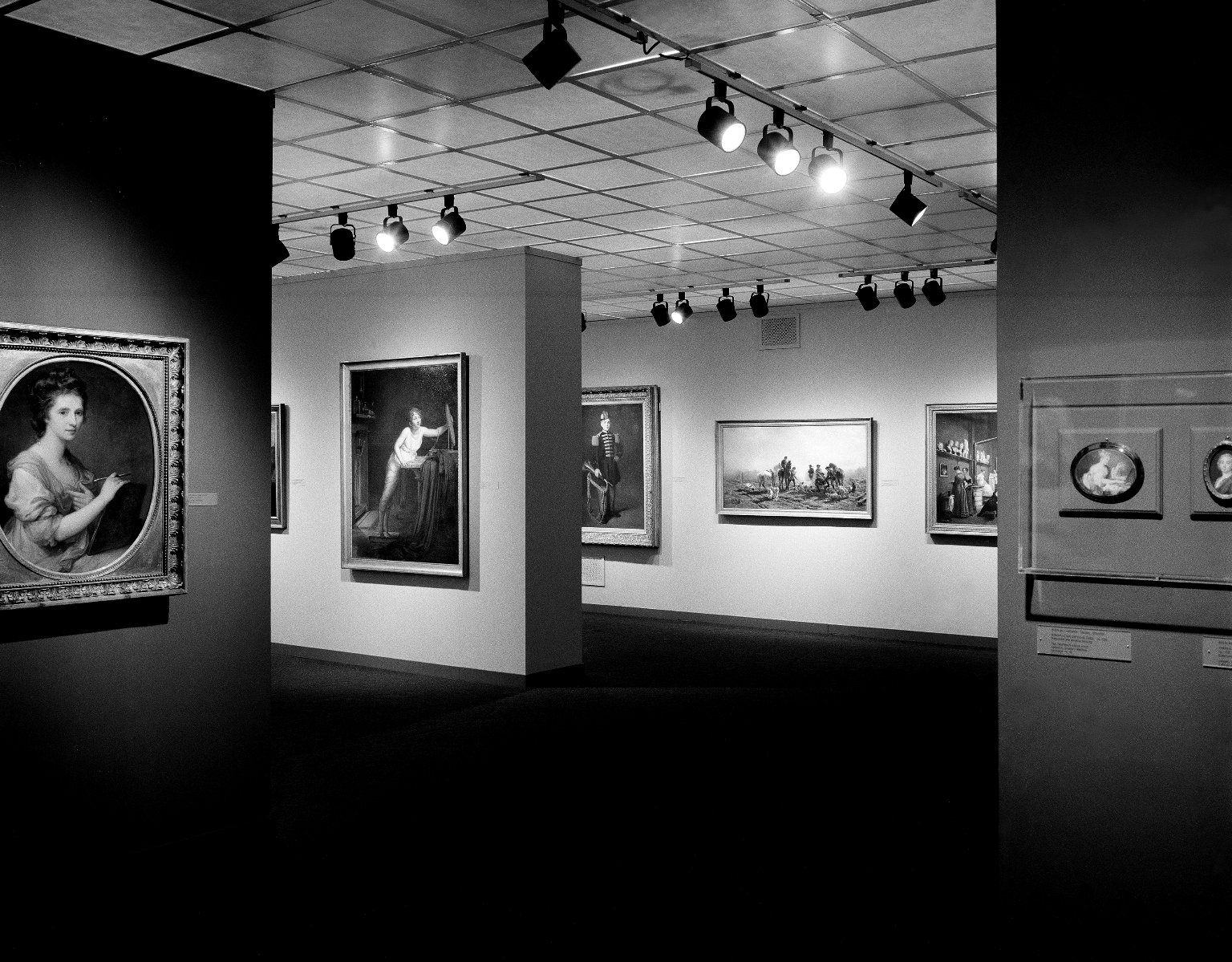
Museo Brooklyn
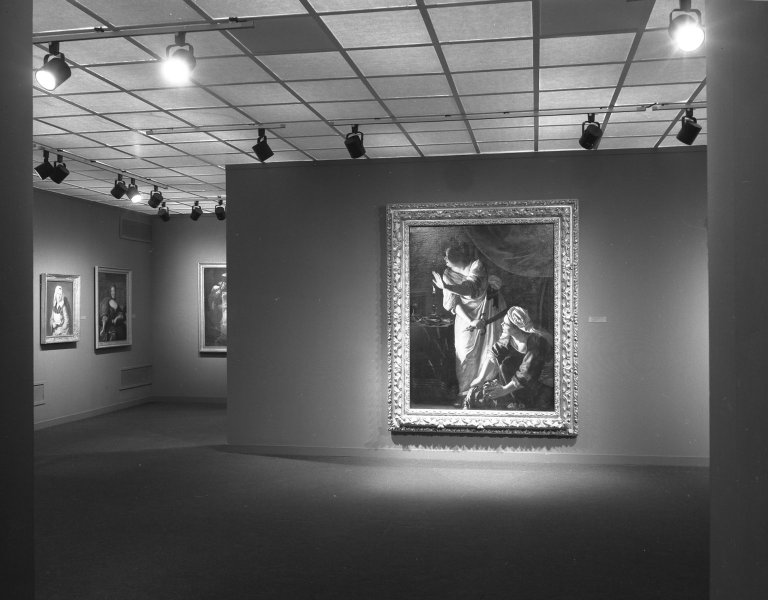
Museo Brooklyn